# HECW2
HECW2‏ (HECT, C2 and WW domain containing E3 ubiquitin protein ligase 2) هوَ بروتين يُشَفر بواسطة جين HECW2 في الإنسان.